# Lilla Glomåstjärnet
Lilla Glomåstjärnet är en sjö i Tanums kommun i Bohuslän och ingår i Enningdalsälvens huvudavrinningsområde.